# Черковиця
Че́рковиця (болг. Черковица) — село в Плевенській області Болгарії. Входить до складу общини Никопол. Населення - 439 осіб (2014).

## Населення
За даними перепису населення 2011 року у селі проживали 466 осіб.
Національний склад населення села:
| Національність   | Кількість осіб | Відсоток |
| ---------------- | -------------- | -------- |
| болгари          | 445            | 96,3%    |
| турки            | 8              | 1,7%     |
| цигани           | 0              | 0%       |
| інша             | 4              | 0,9%     |
| не визначились   | 5              | 1,1%     |
| Всього відповіли | 462            |          |

Розподіл населення за віком у 2011 році:
Динаміка населення: